# August Schumburg
August Schumburg, född 31 oktober 1833 i Pritzwalk, Tyskland, död 19 september 1895 i Stockholm, var en tysk-svensk litograf och boktryckare.
Han var son till fabriksägaren Johan August Schumburg och Marie Barthel samt bror till Robert Julius Herman Schumburg. Om hans utbildning till litograf och boktryckare finns inte några svenska kända uppgifter men man vet att han kom till Stockholm i 20-årsåldern och att han etablerade ett mindre boktryckeri som han drev fram till 1880-talets mitt. Inom yrkeskretsar ansågs han vara en mycket skicklig litograf och utgav bland annat In neuen Formen. Gedichte 1865, Karta öfver Sverige, Norge, Danmark och Finland 1862 och en Skolatlas med tjugoåtta kartor öfver jordens alla delar 1863 samt Illustrerad naturalhistoria för skolan och hemmet med 31 planscher och text av VE Hallin.